# Леонар, Андре-Жозеф
Андре́-Жозе́ф Ле́онар (фр. André-Joseph Léonard; род. 6 мая 1940, Жамбе, Намюр, Бельгия) — бельгийский прелат. Епископ Намюра с 7 февраля 1991 по 18 января 2010. Архиепископ Мехелена-Брюсселя и примас Бельгии с 18 января 2010 года по 6 ноября 2015 года. Военный ординарий Бельгии с 27 февраля 2010 по 6 ноября 2015 года.

## Ранняя жизнь
Родился 6 мая 1940 года в Жамбе, недалеко от Намюра. Отец умер в первые дни вторжения войск Германии в Бельгию в ходе Второй мировой войны в 1940 году. Андре — один из четырех братьев, каждый из которых стал епархиальным священником. После получения среднего образования в Колледже Нотр-Дам-де-Пари в Намюре был направлен епископом Намюра Андре-Мари Шару в семинарию Льва XIII в Лувене, где получил степень магистра философии.

## Академическая карьера
Андре продолжил образование в Риме в Папском Бельгийском колледже, где получил богословское высшее образование. 19 июля 1964 года епископом Шару Андре Леонар был рукоположён в священника.
Получил лиценциат по богословию в Папском Григорианском Университете. В Лувенском католическом университета защитил диссертацию «Литературный комментарий относительно логики Гегеля» и получил степень доктора философии.
В 1974—1991 гг. преподавал на отделении философии Лувенского католического университета. В конце 1980-х годов он стал членом Международной Теологической Комиссии, которая является консультативным органом Конгрегации Доктрины Веры.

## Епископская карьера
Леонар был назначен папой римским Иоанном Павлом II епископом Намюра 7 февраля 1991 года и был рукоположён 14 апреля того же года кардиналом Годфридом Даннеелсом. Его описывали как человека, чье богословское видение схоже с видением папы римского Бенедикта XVI, из-за чего он был прозван «бельгийским Ратцингером». Из 71 бельгийских семинаристов 35 прибыли из его епархии. Монсеньор Леонар рассматривается как наиболее традиционный епископ в Бельгии.
Когда Леонар был назван епископом, он добавил имя «Мютьен» к своему имени Андре, ссылаясь на брата Мютьена-Мари Вио.
Епископ Леонар вёл в Великий пост 1999 года духовные упражнения для папы римского Иоанна Павла II и Римской Курии.
Епископ Леонар был дружественен к традиционной латинской/тридентской Мессе и часто служил её.
15 января 2010 года, сообщалось, что он будет назван архиепископом Мехелена-Брюсселя, где он, как ожидалось, в конечном счете получит красную кардинальскую шапку. Таким образом он сменил бы кардинала Годфрида Даннеелса, известного в качестве одного из наиболее либеральных епископов в Европе. 18 января 2010 года было объявлено, что папа римский Бенедикт XVI назначил епископа Леонара архиепископом Мехелена-Брюсселя, заменив удаляющегося на покой кардинала Даннеелса.
Когда Леонар был назван архиепископом Мехелена-Брюсселя, он захотел опустить имя «Мютьен» и вместо этого добавил к своему имени окончание «Жозеф», ссылаясь на Святого Иосифа, святого покровителя Бельгии.
В ответ на его назначение, заместитель премьер-министра Лоретт Онкелинкс, которая также являлась министром здравоохранения страны, сказала: «Церковь и государство в Бельгии разделены, но когда в нашем обществе возникают проблемы, все социальные силы садятся за круглым столом, светские и религиозные. Кардинал Даннеелс был человеком „открытым и терпимым“, присутствие которого за таким столом переговоров было уместно. Архиепископ Леонар регулярно выступал против решений, принятых нашим парламентом». Она добавила: «Относительно СПИДа, он против использования презервативов даже в то время как люди умирают от этого каждый день. Он против аборта и эвтаназии… Выбор Папы может подорвать компромисс, который позволяет всем нам жить вместе во взаимном уважении».
Социалистическая партия заявила, что «упорно утверждает, что архиепископ Леонар уважает демократические решения, принятые учреждениями нашей страны. Для Социалистической партии, права и обязанности, которые люди берут демократически, имеют приоритет над религиозными традициям и заповедям, без любого исключения».